# Camas Valley
Camas Valley az Amerikai Egyesült Államok északnyugati részén, Oregon állam Douglas megyéjében elhelyezkedő önkormányzat nélküli település.
A település és az azonos nevű völgy névadója az indiánok táplálékául szolgáló prérihagyma (Camassia).

## Fordítás
- Ez a szócikk részben vagy egészben  a   Camas Valley, Oregon című angol Wikipédia-szócikk ezen változatának fordításán alapul.  Az eredeti cikk szerkesztőit annak laptörténete sorolja fel. Ez a jelzés csupán a megfogalmazás eredetét és a szerzői jogokat jelzi, nem szolgál a cikkben szereplő információk forrásmegjelöléseként.